# Liste der Naturdenkmale in Amstetten (Württemberg)
| Naturdenkmale | Anzahl |
| ------------- | ------ |
| FND           | 7      |
| END           | 35     |
| Gesamt        | 42     |

Die Liste der Naturdenkmale in Amstetten nennt die verordneten Naturdenkmale (ND) der im baden-württembergischen Alb-Donau-Kreis liegenden Gemeinde Amstetten. In Amstetten gibt es insgesamt 42 als Naturdenkmal geschützte Objekte, davon 7 flächenhafte Naturdenkmale (FND) und 35 Einzelgebilde-Naturdenkmale (END).
Stand: 31. Oktober 2016.

## Flächenhafte Naturdenkmale (FND)
| Name                             | Bild | Kennung     | Einzelheiten                        | Position | Fläche Hektar | Datum         |
| -------------------------------- | ---- | ----------- | ----------------------------------- | -------- | ------------- | ------------- |
| Ehem. Hutewald                   | BW   | 84250080067 | Amstetten                           | ⊙        | 0,1           | 23. März 1998 |
| Hüle beim Wasenbrunnen           | BW   | 84250080047 | Amstetten                           | ⊙        | 0,0           | 23. März 1998 |
| Hüle „Benzenhüle“                | BW   | 84250080058 | Amstetten                           | ⊙        | 0,0           | 23. März 1998 |
| Hüle „Binsenlache“               |      | 84250080049 | Amstetten                           | ⊙        | 0,0           | 23. März 1998 |
| Hüle „Hölzlesteile“              | BW   | 84250080048 | Amstetten                           | ⊙        | 0,1           | 23. März 1998 |
| Pflanzenstandort „Schimmelmühle“ | BW   | 81170240032 | Geislingen an der Steige, Amstetten | ⊙        | 4,2           | 22. Okt. 1984 |
| Steilwand in ehem. Steinbruch    | BW   | 84250080051 | Amstetten                           | ⊙        | 0,0           | 23. März 1998 |
| Legende für Naturdenkmal         |      |             |                                     |          |               |               |

## Einzelgebilde (END)
| Name                                   | Bild | Kennung     | Einzelheiten | Position | Fläche Hektar | Datum         |
| -------------------------------------- | ---- | ----------- | ------------ | -------- | ------------- | ------------- |
| 1 Bergahorn                            | BW   | 84250080034 | Amstetten    | ⊙        | 0,0           | 23. März 1998 |
| 1 Birnbaum                             | BW   | 84250080059 | Amstetten    | ⊙        | 0,0           | 23. März 1998 |
| 1 Elsbeere                             | BW   | 84250080030 | Amstetten    | ⊙        | 0,0           | 23. März 1998 |
| 1 Elsbeere                             | BW   | 84250080033 | Amstetten    | ⊙        | 0,0           | 23. März 1998 |
| 1 Esche                                | BW   | 84250080032 | Amstetten    | ⊙        | 0,0           | 23. März 1998 |
| 1 Esche                                | BW   | 84250080061 | Amstetten    | ⊙        | 0,0           | 23. März 1998 |
| 1 Feldahorn                            | BW   | 84250080037 | Amstetten    | ⊙        | 0,0           | 23. März 1998 |
| 1 Mehlbeere                            | BW   | 84250080031 | Amstetten    | ⊙        | 0,0           | 23. März 1998 |
| 1 Sommerlinde                          |      | 84250080038 | Amstetten    | ⊙        | 0,0           | 23. März 1998 |
| 1 Sommerlinde                          | BW   | 84250080039 | Amstetten    | ⊙        | 0,0           | 23. März 1998 |
| 1 Sommerlinde                          | BW   | 84250080040 | Amstetten    | ⊙        | 0,0           | 23. März 1998 |
| 1 Sommerlinde                          | BW   | 84250080041 | Amstetten    | ⊙        | 0,0           | 23. März 1998 |
| 1 Sommerlinde                          | BW   | 84250080044 | Amstetten    | ⊙        | 0,0           | 23. März 1998 |
| 1 Sommerlinde                          | BW   | 84250080050 | Amstetten    | ⊙        | 0,0           | 23. März 1998 |
| 1 Sommerlinde                          | BW   | 84250080052 | Amstetten    | ⊙        | 0,0           | 23. März 1998 |
| 1 Sommerlinde                          | BW   | 84250080055 | Amstetten    | ⊙        | 0,0           | 23. März 1998 |
| 1 Sommerlinde                          | BW   | 84250080057 | Amstetten    | ⊙        | 0,0           | 23. März 1998 |
| 1 Sommerlinde                          | BW   | 84250080062 | Amstetten    | ⊙        | 0,0           | 23. März 1998 |
| 1 Sommerlinde                          | BW   | 84250080063 | Amstetten    | ⊙        | 0,0           | 23. März 1998 |
| 1 Stieleiche (Kreuzeiche)              | BW   | 84250080045 | Amstetten    | ⊙        | 0,0           | 23. März 1998 |
| 1 Stieleiche                           | BW   | 84250080042 | Amstetten    | ⊙        | 0,0           | 23. März 1998 |
| 1 Stieleiche                           | BW   | 84250080053 | Amstetten    | ⊙        | 0,0           | 23. März 1998 |
| 1 Stieleiche                           | BW   | 84250080060 | Amstetten    | ⊙        | 0,0           | 23. März 1998 |
| 1 Stieleiche                           | BW   | 84250080064 | Amstetten    | ⊙        | 0,0           | 23. März 1998 |
| 1 Stieleiche                           | BW   | 84250080066 | Amstetten    | ⊙        | 0,0           | 23. März 1998 |
| 1 Stieleiche                           | BW   | 84250080068 | Amstetten    | ⊙        | 0,0           | 23. März 1998 |
| 1 Wildapfelbaum                        | BW   | 84250080065 | Amstetten    | ⊙        | 0,0           | 23. März 1998 |
| 1 Winterlinde                          | BW   | 84250080043 | Amstetten    | ⊙        | 0,0           | 23. März 1998 |
| 1 Winterlinde                          | BW   | 84250080046 | Amstetten    | ⊙        | 0,0           | 23. März 1998 |
| 1 Winterlinde                          | BW   | 84250080056 | Amstetten    | ⊙        | 0,0           | 23. März 1998 |
| 2 Eschen und 1 Sommerlinde (A.2a–A.2c) | BW   | 84250080029 | Amstetten    | ⊙        | 0,0           | 23. März 1998 |
| 2 Rotbuchen (A.1a, A.1b)               | BW   | 84250080028 | Amstetten    | ⊙        | 0,0           | 23. März 1998 |
| 2 Stieleichen (D.3a, D.3b)             | BW   | 84250080054 | Amstetten    | ⊙        | 0,0           | 23. März 1998 |
| 3 Winterlinden (A.9a–A.9c)             | BW   | 84250080036 | Amstetten    | ⊙        | 0,0           | 23. März 1998 |
| 4 Linden und 1 Stieleiche (A.8a–A.8e)  | BW   | 84250080035 | Amstetten    | ⊙        | 0,0           | 23. März 1998 |
| Legende für Naturdenkmal               |      |             |              |          |               |               |